# Nevoľné
Nevoľné (węg.  Tormáskert , do 1890 r. Nevolno) – wieś (słow. obec) na środkowo-zachodniej Słowacji, w kraju (słow. kraj) bańskobystrzyckim, w powiecie (słow. okres) Żar nad Hronem. Powierzchnia: 3,1 km², 405 mieszkańców (31 grudnia 2016).

## Położenie
Nevoľné leży w Górach Kremnickich, tuż pod płaskim działem wodnym Ihráčskiego Potoku i Švábskiego Potoku (słow. Švábsky potok, dopływ Kremnickiego Potoku), ok. 4 km na południowy wschód od Kremnicy. Centrum wsi leży na wysokości ok. 700 m n.p.m.
Przez wieś biegnie lokalna droga z Kremnicy przez Ihráč i Jastrabą do Trnavý Hory w dolinie Hronu.

## Historia
Nevoľné jest jedną z najmłodszych wsi w rejonie Kremnicy. Powstała najprawdopodobniej na gruntach znacznie starszej wsi Kremnička, z której wydzielono nową wieś o nazwie Bartošova Lehôtka, osadzoną na nowym prawie i wolną od szeregu danin. Niewielki skrawek, pozostały w północno-wschodnim narożniku gruntów Kremnički, lecz już z nią nie związany, utworzył zapewne z końcem XIV w. nową wieś, nazwaną Niewolne – zapewne dla odróżnienia od „wolnej” Bartošovej Lehôtki. Pierwotnie należała do arcybiskupów ostrzyhomskich, w 1776 r. na mocy decyzji cesarzowej Marii Teresy przeszła na własność nowego biskupstwa bańskobystrzyckiego. Nie posiadała własnej parafii: wraz z Kľačanami i (początkowo) Bartošovą Lehôtką należała do fary w Jastrabej.
Najstarsza wzmianka archiwalna o Nevoľném pochodzi ze spisu majątku biskupstwa ostrzyhomskiego z 1487 r.: jego mieszkańcy płacili tytułem użytkowania gruntów podatek w wysokości 1 złotego. Pierwsze szersze wiadomości o wsi zawiera urbarz z roku 1571, w którym spisano wielkość i terminy składania danin z wszystkich 13 półról wsi.
Nevoľné było małą wsią, nie miało własnych łąk ani lasów. Na słabych glebach udawał się jedynie owies, więc mieszkańcy trudnili się hodowlą, pszczelarstwem i pracą w lesie. Część migrowała okresowo do prac polowych na Nizinę Węgierską. Zimą zajmowano się tkactwem (wyrób sukna i płótna) oraz wyrobem przedmiotów gospodarstwa domowego z drewna. W 1726 r. aż 17 mieszkańców wsi zajmowało się wypalaniem węgla drzewnego. W 1765 r. wieś liczyła 80 mieszkańców i miała młyn wodny na Ihráčskim Potoku z 4 kamieniami młyńskimi. V 1825 r. liczba mieszkańców wzrosła do 230. Nevoľné miało wtedy 22 domy, w których żyły 24 rodziny. W 1910 r. wieś liczyła 310 mieszkańców. Szkoła wybudowana została w 1936 r. W 1940 r. mieszkańcy wsi zbudowali pierwszy wodociąg grawitacyjny.
W okresie słowackiego powstania narodowego 34 mieszkańców wsi trafiło pod broń, wielu innych brało udział w budowie umocnień polowych w rejonie wsi. Po ustąpieniu powstańców w góry wieś zajęli Niemcy. Oswobodziły ją 1 kwietnia 1945 r. wojska rumuńskie pod dowództwem generała Descalescu.
W 1951 r. w miejscowym młynie zainstalowano turbinę z generatorem prądu, który zasilił pierwsze żarówki. W 1959 r. wieś zelektryfikowano. Kościół katolicki pw. Przemienienia Pańskiego został wybudowany w latach 1968-1970 (konsekracja 13 września 1970). Wyróżnia się nowoczesną architekturą oraz dobrymi organami o 1724 piszczałach.

## Postacie związane z miejscowością
Z Nevoľnégo pochodził katolicki ksiądz Rudolf Baláž (1940-2011), od 1990 r. biskup diecezji bańskobystrzyckiej, w latach 1994-2000 przewodniczący Konferencji Biskupów Słowacji. Tu także urodził się w 1958 r. Blažej Baláž – artysta malarz, pracownik dydaktyczny Uniwersytetu Trnawskiego w Trnawie.